# Слободан Новаковић
Слободан Новаковић (Београд, 14. април 1939 — Београд, 3. мај 2007) био је српски драматург, редитељ, сценариста, новинар, уредник и водитељ.

## Биографија
Брат је Миодрага Новаковића.
Завршио је Академију за позориште, филм, радио и телевизију у класи Јосипа Кулунџића. Почео је да ради 1967. године у ТВ Београд у којој је радио пуне три деценије.
Прво је био драматург популарних хумористичких серија: "Музиканти", "Грађани села Луга", "Камионџије", "Дипломци", "Љубав на сеоски начин", "Младићи и девојке", касније и серије "Сиви дом". Почео је потом и да режира, углавном по сопственим сценаријима. Дебитовао је 1971. године режијом документарног ТВ филма "Дерби у Великом селу", а годину дана касније режирао је и свој први играни ТВ филм "Време коња". Оба филма освојила су награде на међународним фестивалима – за "Дерби у Великом селу"
Новаковић је 1971. године био награђен за режију на Првом фестивалу спортског филма Блед, а за "Време коња" 1972. освојио је Гран при телевизијског фестивала у Минхену. Уследила је затим и режија популарне игране ТВ серије "Филип на коњу" (1974), награда "Златна харфа" на фестивалу у Даблину за музички ТВ филм "Родослов" и још много признања и одликовања.
Објавио је и пет видео-касета "Слике и звуци Слободана Новаковића", избор из својих ТВ режија, у издању ПГП-а (1997).
Новаковићево име и стваралаштво везује се и за београдски Фест и Фестивал ауторског филма, за дугогодишњу сарадњу са "Јежом" у којем је објављивао сатире, за суђење на фудбалским утакмицама, а он је посебну љубав гајио и према Фудбалском клубу "Партизан", у чијој је управи био низ година.
Његова изабрани текстови као и текстови других аутора о њему сабрани су у књизи Слободан Новаковић – Личност као метафора коју је приредио Новаковићев син Марко.
Преминуо је 3. маја 2007. године у Београду. Сахрањен је 5. маја на београдском Новом гробљу.

## Дела
- Време отварања
- Филм као метафора
- Лудости
- Краљеви и поданици
- Како браћа Маркс читају браћу Грим
- Алиса у Вавилону
- Међу јавом и пародијом